# I Love You Too
I Love You Too (Yo también te quiero en castellano) es una comedia romántica australiana de 2010 estrenada el 6 de mayo en dicho país, también es el debut de Daina Reid como directora. El guion fue escrito por Peter Helliar y este fue su debut como escritor. Cuenta con la participación de Brendan Cowell, Peter Dinklage, Yvonne Strahovski, Peter Helliar, y Megan Gale. Producida por Princess Pictures, con un presupuesto de aproximadamente 5 millones de AUS$. El rodaje comenzó el 4 de mayo de 2009 en Melbourne.
Clint Morris la clasificó como una de las diez mejores películas para ver en el 2010.